# (27673) 1980 UN1
A (27673) 1980 UN1 a Naprendszer kisbolygóövében található aszteroida. Schelte J. Bus fedezte fel 1980. október 31-én.